# مركز برزة للبحوث العلمية

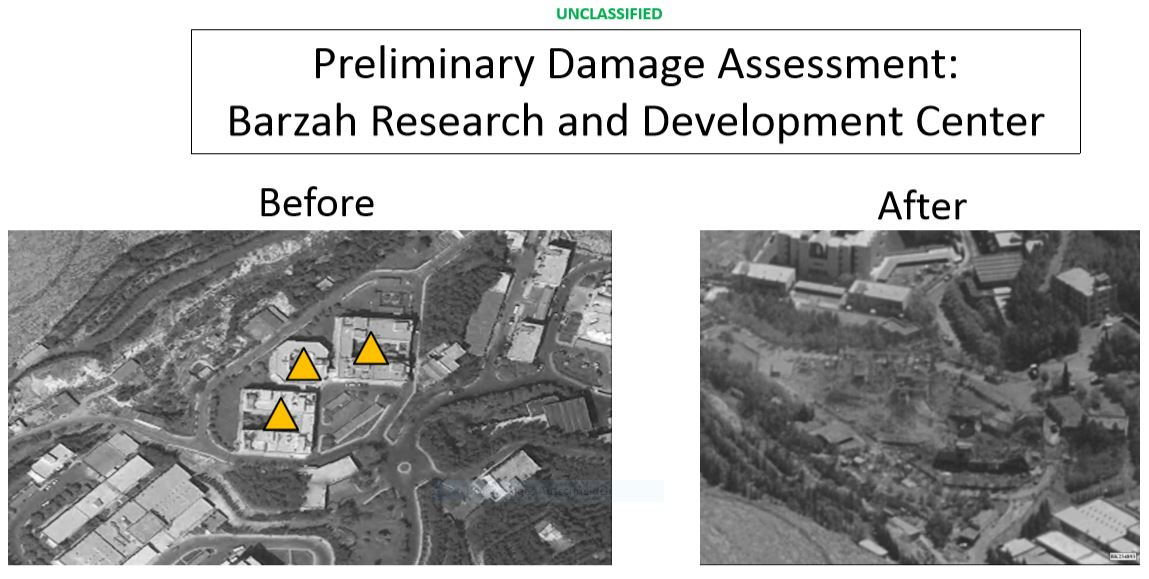
قبل وبعد الضربة الأمريكية

مركز برزة للبحوث العلمية هو مركز بحثي تابع لمركز الدراسات والبحوث العلمية السورية في جمرايا (بالفرنسية: SSRC والإنجليزية CERS). يقع في منطقة برزة في دمشق.
خلال الضربات الصاروخية عام 2018 ضد سوريا، تم استهداف وتدمير العديد من المباني في المركز التي يُزعم أنها مرتبطة ببرنامج الأسلحة الكيماوية في سورية التي تم استخدامها خلال الحرب الأهلية السورية.
في 13 أبريل 2018، زعم وزير الدفاع الأميركي جيمس ماتيس وجنرال البحرية جوزيف دانفورد في مؤتمر صحفي أن هذا المركز يستخدم لبحث وتطوير وتصنيع وتجربة الأسلحة الكيميائية والبيولوجية.
ذكرت تقارير سابقة لمنظمة حظر الأسلحة الكيميائية أن المحققين من المنظمة فتشوا منشأة برزة في الفترة من 14 إلى 21 نوفمبر 2017 وخلص تقريرهم إلى أن تحليل العينات المأخوذة أثناء عمليات التفتيش لم يشر إلى وجود مواد كيميائية محظورة في العينات. ولم يلاحظ فريق التفتيش أنشطة تتعارض مع الالتزامات المنصوص عليها في اتفاقية الأسلحة الكيميائية خلال الجولة الثانية من عمليات التفتيش في منشأة برزة. ومع ذلك، كشف تحليل العينات البيئية التي جمعها فريق التفتيش الذي زار برزة في نوفمبر 2018 عن آثار مادة كيميائية من الجدول 2، وهي فئة من المواد الكيميائية التي هي أسلحة كيميائية نفسها أو يمكن استخدامها لصنع أسلحة كيميائية. طلبت الأمم المتحدة من الحكومة السورية توضيحًا لعملية الكشف، لكن حتى آذار / مارس 2023، لم تقدم سوريا أي معلومات فنية أو تفسيرات للكشف.
بعد سقوط حكم الأسد في ديسمبر 2024، بدأت إسرائيل عمليات عسكرية برية وجوية في سوريا، استُهدف مركز البحوث العلمية بضربات جوية إسرائيلية في 9 ديسمبر، ما أدى لتدمير المركز كاملًا وفقًا لوكالة فرانس برس.